# De Fractie
De Fractie is een Nederlandse dramaserie uitgezonden van 2015 tot 2016 door omroep VPRO.
De televisieserie volgt de fictieve fractie van de Vrijzinnige Partij Nederland, VPN, in de Tweede Kamer. De andere politieke partijen en journalisten in de serie zijn echt.

## Geschiedenis
De serie werd ontwikkeld door oud-politica Femke Halsema en tv-producent en oud-journalist Gijs van de Westelaken met als doel een realistische afspiegeling van de Nederlandse politiek neer te zetten. In NRC Handelsblad zei Halsema dat de serie "niet zo lief moest worden als Borgen, maar ook weer niet zo idealistisch als West Wing".
Seizoen 2, bestaand uit tien afleveringen, startte op 31 augustus 2015. Eind 2015 werd gewerkt aan de opnamen voor het derde en tevens laatste seizoen, dat vanaf 8 augustus 2016 elke avond werd uitgezonden op NPO 2.

## Rolverdeling

### Hoofdrollen
| Acteur               | Personage         | Opmerkingen                       |
| -------------------- | ----------------- | --------------------------------- |
| Joris Smit           | Tim Snel          | fractielid later fractieleider    |
| Tijn Docter          | Vincent Capteijn  | spindoctor Seizoen 1,2            |
| Nadia Amin           | Dara Westerhof    |                                   |
| Sandra Mattie        | Marise Collee     | fractieleider                     |
| Han Kerckhoffs       | Jan Leusingh      | partijvoorzitter                  |
| Marie Louise Stheins | Corine van Daalen | plaatsvervangend partijvoorzitter |
| Mads Wittermans      | Michaël de Jonge  |                                   |
| Daphne Bunskoek      | Suus              | vanaf seizoen 2                   |
| Samir Veen           | Stuart            | spindoctor seizoen 3              |

### Bijrollen
| Acteur                     | Personage          | Opmerkingen   |
| -------------------------- | ------------------ | ------------- |
| Jorik van der Veen         | Journalist         | Seizoen 1 + 2 |
| Mike Reus                  | Florian Hulshoff   | Seizoen 1     |
| Wynolt Pietersma           | Leendert Dingemans | Seizoen 1     |
| Charlotte Quanjel          | Katja Kosta        | Seizoen 1     |
| Kristen Denkers            | Jiska Willink      | Seizoen 1     |
| Lilja Björk Hermannsdóttir | Cynthia Goedig     | Seizoen 1     |
| Yasar Üstüner              | 'Baba' Kemal       | Seizoen 1     |
| Har Smeets                 | Xander Boom        | Seizoen 2     |

## Afleveringen

### Seizoen 1
| Nr. | Titel                   | Datum            | Kijkcijfers |
| --- | ----------------------- | ---------------- | ----------- |
| 1 | #gasbellen              | 12 januari 2015  | 713.000     |
| Tim Snel maakt binnen de Tweede Kamer een geruchtmakende overstap naar de VPN. Ondertussen wordt het kabinetsvoorstel gepresenteerd waar Marise, de fractieleider van de VPN, tijdens het winterreces met Mark Rutte een akkoord over heeft bereikt: in ruil voor de ontruiming van Noord-Groningen komt er gratis kinderopvang: iets waar de partij al lang voor strijdt. |                         |                  |             |
| 2 | #jaloezietax            | 19 januari 2015  | 373.000     |
| Tim bereidt zich voor op een debat met minister van Financiën over de privatisering van de ABNAMRO. Hij is enthousiast over het plan van Piketty, maar Jan blijkt daar andere ideeën over te hebben. |                         |                  |             |
| 3 | #bemoeizorg             | 26 januari 2015  | 351.000     |
| Corine moet het debat voeren over de zorg, maar komt in conflict met Marise. Tim krijgt de opdracht om uit te zoeken of de partijfinanciën 'schoon' zijn en krijgt daarbij hulp van Dara. |                         |                  |             |
| 4 | #citosores              | 2 februari 2015  | 297.000     |
| Tims moeder werkt bij de Onderwijsinspectie en vertelt Tim dat er fraudeproblemen zijn met de citotoetsen. Michaël claimt het onderwerp, maar Marise dwingt hem het met Tim uit te zoeken. |                         |                  |             |
| 5 | #blijfvanmijncam        | 9 februari 2015  | 234.000     |
| Op internet circuleren spionagebeelden die de AIVD in het geheim heeft opgenomen van 'verdachte' jihadisten. De VPN moet hier iets mee, maar er blijkt nog meer spionage te zijn. |                         |                  |             |
| 6 | #mijnvillajouwvilla     | 16 februari 2015 | 248.000     |
| Het Fractieweekeind, een initiatief van Marise om de eenheid in de fractie te herstellen, vindt plaats in een vakantiepark. De verhoudingen in de fractie kantelen, en niet alleen op politiek gebied. |                         |                  |             |
| 7 | #cariebasiel            | 23 februari 2015 | 185.000     |
| Het aantal asielzoekers neemt snel toe. In een tv-interview met Jiska Willink (NOS) laat Tim zich ontvallen dat asielzoekers desnoods op Bonaire opgevangen kunnen worden. Een rel is geboren. |                         |                  |             |
| 8 | #blowjobs               | 2 maart 2015     | 255.000     |
| Vincent heeft een werkbezoek geregeld aan een kas in het Westland, waar ze bekend gaan maken dat de VPN voor legalisering van de wietteelt is. NOS-reporter Jiska Willink is er ook. |                         |                  |             |
| 9 | #wecareforcar           | 9 maart 2015     |             |
| De VPN fractie gaat op campagne voor provinciale statenverkiezingen. Marise wil een buitenlandse militaire missie steunen, maar gaat finaal af in het lijsttrekkersdebat. Ondertussen komt Tim via Jiska in contact met iemand uit het verre verleden van Jan. |                         |                  |             |
| 10 | #goednieuwsisgeennieuws | 16 maart 2015    |             |
| De verkiezingen voor de Provinciale Staten staan voor de deur. In de hoogspanning van de campagne confronteert Tim zowel Marise als Jan met zijn ontdekkingen, met een verbluffend resultaat. |                         |                  |             |

### Seizoen 2
1. (31 augustus 2015)
2. (7 september 2015)
3. (14 september 2015)
4. (21 september 2015)
5. (28 september 2015)
6. (5 oktober 2015)
7. (12 oktober 2015)
8. (19 oktober 2015)
9. (26 oktober 2015)
10. (2 november 2015)

### Seizoen 3
1. Weekend (8 augustus 2016)
2. De nieuwe Vincent (9 augustus 2016)
3. Indrinken (10 augustus 2016)
4. Seks en Politiek (11 augustus 2016)
5. Sharia in Holland (12 augustus 2016)
6. Lady Macbeth (15 augustus 2016)
7. Dit land is het zat (16 augustus 2016)
8. Stekker eruit (17 augustus 2016)
9. Grenzen stellen (18 augustus 2016)
10. Verstroefd (19 augustus 2016)